# Iglesia de Santiago (Puebla)
La iglesia de Santiago Mixquitla es un templo del siglo XVI de la ciudad de San Pedro Cholula.
Su fundación se remonta al año de 1578. Se localiza a 8 km de la capital del estado de Puebla, al norte del centro de San Pedro Cholula. Este templo es sede del barrio de Santiago Mixquitla compuesto por 4 capillas o ermitas: El Carmelito, San Dieguito, 13 de diciembre e Infonavit Santiago.
Son innumerables sus fiestas, comenzando con la Semana Santa con la Procesión del Jueves y Viernes Santo; otro de los eventos con mayor trascendencia es la llamada Fiesta del Pueblo cuyo fin es ofrecer los primeros frutos de la tierra y donde se observan a las imágenes de los Santos de los Barrios ataviados de frutas y pan; sin duda la mayor festividad que resalta en el año es la realizada al Apóstol Santiago la última semana de julio; la bajada de la Virgen de los Remedios la 3ª semana de septiembre; la fiesta de las Ánimas y la visitas a las primeras ofrendas de los difuntos ocurridos en el año; las posadas, las acostadas de los niños Dios de los templos del barrio, las levantadas y entregadas; en fin un sinnúmero de fiestas y celebraciones.

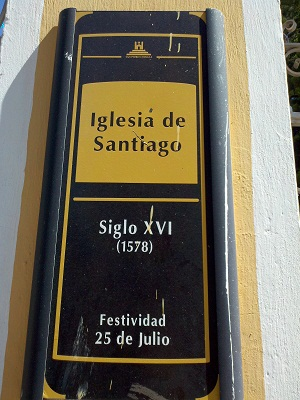
Información del gobierno.

Es célebre el templo principal donde se encuentra la imagen del milagroso Santiago a caballo con su moro conocido por sus pobladores como Cipriano así como de las leyendas que se cuentan entre los mismos.
De menor tamaño pero no menos importante otra imagen de Santiago a caballo con su moro, la imagen más antigua del barrio que poseía sus terrenos en lo que se conoce como la Cañada de Santiago (actual plaza San Diego) compuesta por 105 lotes.

## Estilo

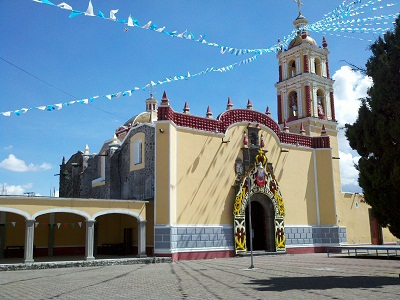
Iglesia de Santiago.

Monumento cubierto con bóvedas de estilo gótico. Tiene planta basilical, torre amplia con columnas salomónicas; su frontispicio muestra el simbolismo de Santiago Peregrino y Guerrero, además narra una parte de la historia de este templo al destruirse el escudo del Imperio español por el decreto de 1821 con motivo de la independencia.